# 加龙河畔梅扬
加龙河畔梅扬（法語：Meilhan-sur-Garonne，法語發音：[mɛjɑ̃ syʁ ɡaʁɔn]）是法国洛特-加龙省的一个市镇，位于该省西北部，加龍河左岸，和吉伦特省接壤，属于马尔芒德区。

## 地理
加龙河畔梅扬（44°31'17"N, 0°2'1"E）面积28.62 平方千米，位于法国新阿基坦大区洛特-加龍省，该省份为法国西南部内陆省份，北起多爾多涅省，西接吉倫特省和朗德省，南至热尔省，东临塔恩-加龙省和洛特省。
与加龙河畔梅扬接壤的市镇（或旧市镇、城区）包括：瑞西、布尔代勒、于尔、诺阿亚克、科屈蒙、加龙河畔库蒂尔、马尔瑟吕、圣索沃尔德梅扬。
加龙河畔梅扬的时区为UTC+01:00、UTC+02:00（夏令时）。

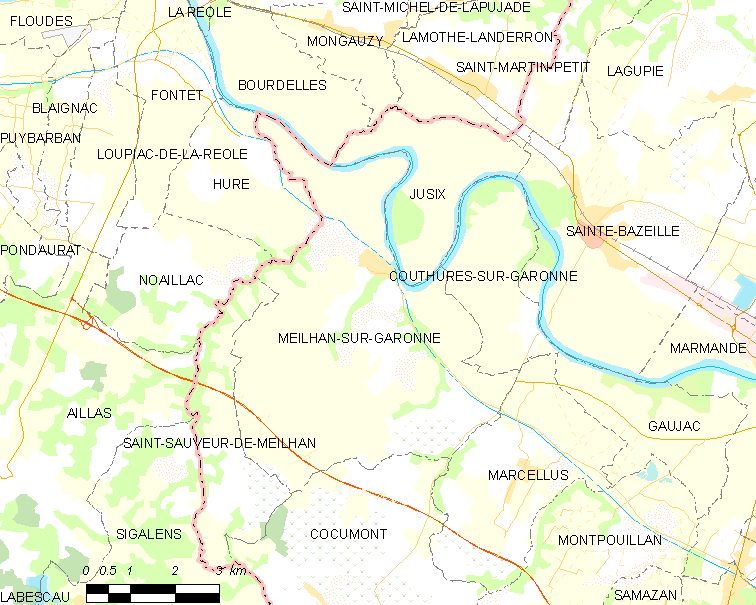
加龙河畔梅扬的OSM定位图

## 行政
加龙河畔梅扬的邮政编码为47180，INSEE市镇编码为47165。

## 政治
加龙河畔梅扬所属的省级选区为马尔芒德第一县。

## 交通
洛特-加龙省省道D116线和D264线在境内交汇。

## 人口

1962-2008年间加龙河畔梅扬人口变化图示

加龙河畔梅扬于2022年1月1日时的人口数量为1330人。

## 友好城市
- 上莱茵省 新布里萨克